# Neobisium epirensis
Neobisium epirensis är en spindeldjursart som beskrevs av Henderickx och Vets 2000. Neobisium epirensis ingår i släktet Neobisium och familjen helplåtklokrypare. Inga underarter finns listade i Catalogue of Life.